# Storröding
Storröding (även Vätternröding) är en form av arten fjällröding (röding) som förekommer i Sverige, och som, beroende på den komplicerade taxonomin för gruppen rödingar som ännu inte har någon helt enhetlig allmänt accepterad tolkning, tillskrivits olika vetenskapliga namn, och vilket namn som används kan variera mellan olika källor, beroende på hur taxonomin tolkats. Storröding är upptagen på rödlistan över hotade arter i Sverige, som akut hotad.

## Systematik
I Nationalnyckeln till Sveriges flora och fauna (2012) förs storröding, i brist på tillräckliga bevis för hypotesen om skild art, till Salvelinus alpinus-komplexet, som en av två eller tre namngivna sympatriska former inom arten röding. Den andra är fjällröding, eller om tre, större fjällröding och mindre fjällröding. Storrödingen är som namnet antyder den mest storvuxna av dessa taxon, och den lever i stora och djupa sjöar. I södra Sverige är storröding den enda formen av röding som förekommer då fjällröding har en mer nordlig utbredning. Andra vetenskapliga namn som storröding tillskrivits är Salvelinus umbla, Salvelinus lepechini och Salvelinus salvelinus.
Det vetenskapliga namnet Salvelinus umbla kommer av att den nordliga storrödingen på grund av yttre likheter med röding från alptrakterna tidigt kom att ses som en från fjällröding skild art. Enligt IUCN (2008) omfattar dock Salvelinus umbla inte de nordliga rödingbestånd som kallas storröding, utan man begränsar taxonet till att vara en gruppering av europeiska rödingbestånd i alptrakterna. Med taxonet Salvelinus lepechini avses i IUCN:s rödlistning en gruppering som omfattar rödingbestånd i sjöar från Sverige, Norge, södra Finland och angränsande norra Ryssland (Kolahalvön, norra Karelen, inklusive sjöarna Ladoga och Onega). Det finns meningar om att storrödingen i Sverige tillhör en annan senare och östlig invandringsvåg av röding än fjällröding. Taxonet Salvelinus salvelinus brukar ses som en yngre synonym till Salvelinus umbla.

## Ekologi
Storrödingens diet övergår tidigt till att innehålla ett större inslag av annan fisk. Detta till skillnad från fjällröding, vars diet vid en jämförelse innehåller mindre annan fisk, och mer ryggradslösa djur och plankton. I jämförelse med fjällröding blir den mer fiskätande storrödingen också mer storvuxen. Röding kan mäta upp till 90 centimeter och storrödingar kan väga 12 kilogram. En röding kan bli 25 år.

## Status och hot
Under 1900-talet har de sydsvenska rödingbestånden minskat kraftigt i antal, enligt en uppskattning med 70 procent, och storrödingen ansågs 2010 finnas kvar i endast 14 relikta bestånd söder om Dalälven. En osäkerhet rörande antalet bestånd är dock att preliminära resultat av genetiska studier antyder att vissa av de kvarvarande bestånden verkar bestå av storväxt fjällröding, varför antalet relikta storrödingbestånd kan vara ännu lägre. Bara sedan 1990-talets början har tre populationer dött ut, de i Stora Låsen, Östra Nedsjön och Västra Nedsjön, samtidigt som de i Mycklaflon, Sommen, Vättern och Ören minskat kraftigt. I Mycklaflon anses den ursprungliga rödingstammen försvunnen, och den röding som nu förekommer i sjön är inplanterad från Vättern.
Storrödingen påverkas negativt av försurning, ökad eutrofiering, predation från rovfiskar, såsom gädda, och konkurrens från främst andra inplanterade arter, som antingen är fiskätande eller äter dess rom, såsom signalkräfta, eller konkurrerar om föda och livsutrymme, såsom sik, siklöja och atlantlax. Även vissa former av fiske, såsom effektivare nätfiske och sportfiskemetoden trolling, anses som ett hot mot bestånden.
I en studie från Skövde högskola undersöktes och jämfördes predationen på rödingrom, från fisk och signalkräfta, i ett fältförsök vid en känd lekplats för röding i Vättern. Den uppskattade mortaliteten av rom till följd av kräftpredation var 5 gånger högre än den till följd av fiskpredation. Resultaten indikerar därmed att predationen på rödingrom från signalkräfta kan vara kraftigt underskattad och att den kan ha påverkat rödingbeståndets återhämtning i Vättern negativt. Storrödingen hotas också av ett varmare klimat. I en annan studie från SLU och Skövde högskola följdes varma vintrar i Vättern av år med sämre rödingsfångster, med fem till sex års fördröjning. Förklaringen kan vara att varmare vintrar leder till ekologiska felanpassningar som slår mot rödingen i två av dess åldersklasser: Under varma vintrar utvecklas rödingrommen snabbare och kläcks för tidigt. Ynglen hinner då förbruka sina näringsreserver innan tillgången på föda, djurplankton, har blivit god i sjön. Äldre rödingar påverkas samtidigt indirekt, genom att även siklöjan påverkas negativt av ett varmare klimat, vilket verkar ha minskat tillgången på detta viktiga bytesdjur.

## Rödingbestånd i Vättern
Vätterns rödingbestånd utgör Sveriges enskilt största och mest skyddsvärda bestånd. För Vättern finns fångststatistik från det yrkesmässiga fisket från 1914 och fram till idag. Fångstkurvan speglar till viss del beståndsfluktuationen men fiskets intensitet har varierat mellan åren. Rödingfångsterna har varierat mellan cirka 75 ton i slutet av 1940-talet till mindre än 5 ton 2006.
År 2005 infördes totalt fiskeförbud i Vättern i tre vattenområden motsvarande 15 procent av ytan. Det är det största testet som har genomförts i en insjö, både i Sverige och Europa. Samtidigt infördes regler för större maskor i näten, så att de minsta rödingarna gick fria. Även minimimåttet för hur små fiskar som får dras upp ökades. Efter fyra år utvärderades projektet under 2008 och resultatet tydde på att fredningen har haft effekt. Genom provfiske konstaterade man att rödingfångsterna hade blivit tre till fyra gånger större.
Rödingen i Vättern är dock fortfarande hotat, beståndet är mycket litet i jämförelse med under 1950-talet, innan den tydligt nedgående trenden började. Undersökningar tyder också på att rödingarna i Vättern verkar växa sämre och har sämre kondition än tidigare på 1900-talet, och det finns också indikationer på att reproduktionsframgången försämrats.
Vätternröding, eller vätterröding, har flera lokala namn. Speciellt den ljusa varieteten av Vätterns röding urskiljer sig, och den har kallats grönröding, blankröding eller ljusröding.